# 索厄姆 (新墨西哥州)
索厄姆（英語：Soham）是位於美國新墨西哥州聖米格爾縣的普查規定居民點。

## 人口
根據2020年美國人口普查的數據，索厄姆的面積為4.01平方千米，皆為陸地。當地共有人口147人，而人口密度為每平方千米36.66人。